# آریپوان
آریپوان (به پرتغالی: Aripuanã) یک منطقهٔ مسکونی در برزیل است که در ماتو گروسو واقع شده‌است. آریپوان ۲۵۰٫۴۸۹ کیلومتر مربع مساحت و ۲۲٬۷۱۴ نفر جمعیت دارد و ۱۰۵ متر بالاتر از سطح دریا واقع شده‌است.